# Manola Robles
Pour les articles homonymes, voir Robles.
Manola Robles Delgado (1er novembre 1948 - 3 janvier 2021) est une journaliste chilienne.